# Casa de Comèdies de l'Olivera
Casa de Comèdies de l'Olivera va ser el primer local teatral permanent de la ciutat de València. Construït per l'Hospital General, per privilegi del 15 de setembre de 1582, havia obtingut de Felip II el monopoli de les representacions teatrals a la ciutat i al Regne de València per tal de fer front a les despeses de funcionament de la institució. Estava situada al costat de l'antic edifici de l'Estudi General, a la plaça coneguda com de l'Olivera, actual carrer de les Comèdies.
Tot i que, per influència del teatre espanyol, es va parlar molt de temps del Corral de l'Olivera, i hom va suposar que, en efecte, es tractava d'un corral a l'estil dels que existien per aquells anys a Madrid, la casa de comèdies valenciana era un edifici més paregut als teatres italians del període. La crítica, de fet, l'adscriu al model dels coliseus, teatres coberts que van existir no sols a la península itàlica, sinó també a gran part de la ibèrica, en especial a grans ciutats com Sevilla o a diverses localitats de la Corona d'Aragó.
La Casa de Comèdies de l'Olivera, però, va tenir dues etapes molt diferenciades: entre la data de la seua posada en funcionament, l'any 1584, i 1618, i entre aquest any i 1749. Durant la primera, l'Olivera es presenta com un edifici híbrid entre el coliseu i el corral: un espai descobert amb un escenari semblant als dels corrals, però concebut per a un públic que seia, ja fora en cadires o en bancs. El 1618, però, es procedí a una important remodelació que el va convertir en un coliseu en sentit estricte. Es tractava, en efecte, d'un edifici exempt, de nova planta, de forma octogonal, cobert totalment i il·luminat mitjançant grans finestrals. Tenia dues plantes d'alçada. La primera, que s'estenia per tres dels costats, disposava de disset llotges, i la segona, que s'aixecava en el costat oposat a l'escenari, l'ocupava el balcó (o aposento) de les dones, l'equivalent valencià de la cazuela dels corrals.
L'escenari tenia una disposició monumental, si bé es trobava molt allunyat, encara, dels escenaris de caixa italiana. S'aixecava a metre i mig de terra i estava rodejat pel públic per tres dels costats. Al fons i als extrems de l'escenari hi havia espais per als vestidors i un fòrum per a aparicions. A sobre s'aixecava al seu torn un pis: el balcó de les aparicions. Sota l'escenari hi havia també espais per allotjar maquinària escènica, que també podia emplaçar-se a l'esmentat balcó.
El públic ocupava les llotges, reservades a nobles i autoritats, i el pati, on es disposaven, acostades a l'escenari, cadires en nombre aproximat a quatre-centes. Al fons hi havia unes graderies amb bancs. Cal afegir que llotges i cadires s'abonaven per temporada completa i per unes quantitats molt importants, cosa que ens revela que els seus ocupants, almenys els dies d'estrena, pertanyien a les capes econòmicament més potents de la ciutat: nobles, professions liberals, comerciants i rendistes, clergues àdhuc. Les dones, excepte les que podien fer-ho a les llotges per la seua condició social, havien d'asseure's al balcó de les dones. Des del 1715, l'Olivera va tenir un nou espai elevat i, enfront de l'escenari, la tertúlia, espai des d'on podien assistir a les representacions intel·lectuals i clergues que volien fer-ho d'una forma més discreta.
L'arribada a l'arquebisbat de València d'Andrés Mayoral (1737), enemic acèrrim del teatre, va significar la desaparició de l'Olivera, ja que Mayoral, després de diversos intents, obtingué de Ferran VI l'ordre de prohibició de les representacions teatrals dins el Regne de València a partir del 1750. Per això, el 4 de maig del 1749, la Casa de Comèdies va tancar les portes i, uns quants mesos després, es va demolir l'edifici.

## Funcionament
Inicialment, l'Hospital llogava el teatre a les companyies que arribaven a València. Aviat, però, van optar per l'administració directa, i es van responsabilitzar de la contractació de les companyies, del funcionament diari del local, per a la qual cosa disposaven d'un alcaid, i del cobrament de les entrades i els abonaments. Als llibres de comptabilitat de gran part del segle xvii i del segle xviii feien constar fins i tot les obres representades i els ingressos per cadascuna de les categories d'entrades. Les companyies que hi actuaven eren companyies de títol que giraven per la Península, i els seus repertoris, així mateix, eren els habituals. Cada companyia feia entre vint-i-cinc i seixanta representacions, amb canvi d'obres cada dos o tres dies.